# La Sad
La Sad è un gruppo musicale italiano formatosi a Milano nel 2020, composto da Theø, Plant e Fiks.

## Storia
Il progetto nasce quando le carriere artistiche di Theø (Matteo Botticini), Plant (Francesco Emanuele Clemente) e Fiks (Enrico Fonte) si incrociano nel capoluogo lombardo. I tre amici provengono da esperienze diverse: Theø è un cantante e chitarrista di Brescia, già membro del gruppo metalcore Upon This Dawning e del duo trap Danien & Theø, Plant è un rapper pugliese di Altamura e Fiks un cantante dall'attitudine emo punk originario del Veneto con un passato nella scena techno-rave e poi nel rap demenziale. Nell'agosto del 2020 viene pubblicato il primo singolo della band Summersad.
Il 14 gennaio 2022 esce l'album di debutto Sto nella Sad. Collaborano successivamente con i Dari realizzando una cover del celebre singolo Wale (tanto wale) che viene pubblicata il 15 aprile. Nel primo trimestre del 2023 la band intraprende un tour in Italia che si conclude con due date estere: una all'O2 Academy Islington di Londra e una al Razzmatazz di Barcellona.
Il 19 gennaio 2023 sono ospiti alla trasmissione televisiva Stasera c'è Cattelan su Rai 2 dove si esibiscono per la prima volta in TV promuovendo il singolo Toxic, brano che viene in seguito certificato disco d'oro dalla FIMI. Grazie al successo del singolo, l'album Sto nella Sad approda in posizione 30 nella classifica italiana Top of the Music (FIMI/Gfk). Il disco viene ristampato in versione Deluxe con sei nuovi inediti, tra i quali una collaborazione con VillaBanks.
Il 16 giugno pubblicano Summersad 4 con Naska. Il 25 giugno organizzano il festival musicale Summersadfest al Circolo Magnolia di Segrate ospitando artisti internazionali tra cui Mod Sun, Beauty School Dropout, Lil Lotus e Zand. Partecipano alla seconda edizione del Love Mi con i brano Toxic e Sto nella Sad. Nella stessa occasione J-Ax invita La Sad a esibirsi in duetto con il brano Domani smetto.
Il 1º dicembre 2023 pubblicano il singolo Memoria in collaborazione con i Bnkr44.

Bandiera de La Sad che viene portata sul palco dal gruppo e raffigurata sulla copertina dell'album Odio La Sad

Nel 2024 partecipano alla 74ª edizione del Festival di Sanremo, portando il brano Autodistruttivo e concludendo al 27º posto su 30. Il brano anticipa il secondo album in studio del gruppo, Odio La Sad, pubblicato il 5 aprile 2024. Il disco contiene anche la collaborazione con gli Articolo 31 dal titolo Goodbye, per la quale esce un video musicale sempre ad aprile.
Dopo l'esperienza sanremese e un ultimo tour in giro per l'Italia, il trio annuncia una pausa per dedicarsi ai rispettivi progetti solisti.

## Stile musicale
(Plant)
Il gruppo ha creato una propria identità musicale mescolando generi quali il pop punk, l'emo e la trap. I testi delle loro canzoni sono spesso autobiografici e parlano di argomenti che toccano la vita di alcuni giovani come la depressione, l'ansia, la solitudine e l'abuso di sostanze.
La Sad ha dichiarato che tra le influenze musicali emergono i Blink-182 (in particolare Travis Barker), Juice Wrld, Lil Peep, i Rancid, i NOFX, Yungblud e Machine Gun Kelly.

## Formazione

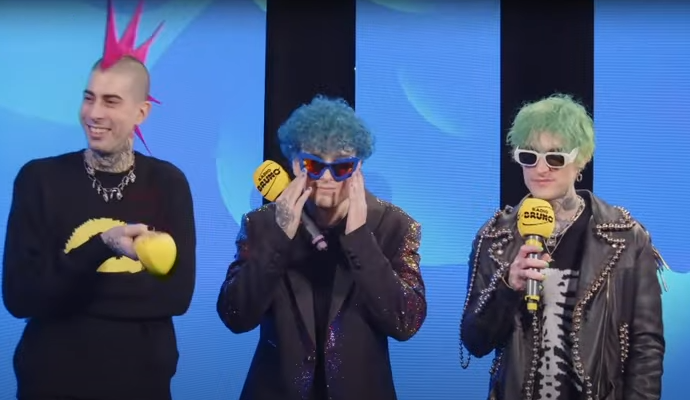
Da sinistra Fiks, Plant e Theø intervistati da Radio Bruno durante la partecipazione al Festival di Sanremo 2024

- Theø, Matteo Botticini (Brescia, 4 ottobre 1987) – voce, chitarra
- Plant, Francesco Emanuele Clemente (Altamura, 3 settembre 1999) – voce
- Fiks, Enrico Fonte (Riviera del Brenta, 28 febbraio 1990) – voce

### Turnisti
- Moka, Omar Sadaka – chitarra
- Andrea Junior Bessone – batteria

## Discografia
- 2022 – Sto nella Sad
- 2024 – Odio La Sad

## Tournée
- 2022 – La Sad Live Shows[22]
- 2022 – Summersad Tour[23]
- 2023 – La Sad Tour 2023[24]
- 2023 – Summersad Tour 2023[25]
- 2024 – Summersad Tour 2024[26]
- 2024/25 – La Sad è 4Life Tour[27]